# اریک سوکیر-پترسن
اریک سوکیر-پترسن (انگلیسی: Erik Sökjer-Petersén; ۴ دسامبر ۱۸۸۷ – ۱۷ آوریل ۱۹۶۷) ورزشکار ورزش تیراندازی اهل سوئد بود.
وی در مسابقات کشوری و بین‌المللی در مجموع برندهٔ ۱ مدال برنز شده‌است.